# جنگ چه می‌تواند بیاورد
جنگ چه چیزی می‌تواند بیاورد (فرانسوی: Ces amours-là‎) فیلمی در ژانر کمدی-درام به کارگردانی کلود لولوش است که در سال ۲۰۱۰ منتشر شد.

## بازیگران
- اودره دانا
- دومینیک پینان
- جکی آیدو
- آنوک امه
- کریستین سیتی
- آنگون
- ژیزل کزدزو
- ماسیمو رانیری
- زین‌الدین سوآلم
- اینگرید بیسو
- شارل دنر